# Ескенежал
Ескенежал (каз. Ескенежал, до 2010 г. — Первомайское) — аул в Зерендинском районе Акмолинской области Казахстана. Входит в состав Чаглинского сельского округа. Код КАТО — 115659700.

## География
Аул расположен на центре района, в 22 км на северо-восток от центра района села Зеренда, в 18 км на юго-восток от центра сельского округа села Шагалалы.

### Улицы[3]
- ул. Достык,
- ул. Женис.

### Ближайшие населённые пункты
- село Енбекбирлик в 2 км на юге,
- аул Акадыр в 8 км на севере,
- село Уялы в 13 км на востоке,
- село Айдарлы в 15 км на западе.

## Население
В 1989 году население села составляло 481 человек (из них немцев 51%, казахов 33%).
В 1999 году население села составляло 365 человек (185 мужчин и 180 женщин). По данным переписи 2009 года, в селе проживали 164 человека (85 мужчин и 79 женщин).
| Численность населения | Численность населения | Численность населения |
| 1989                  | 1999                  | 2009                  |
| --------------------- | --------------------- | --------------------- |
| 481                   | ↘365                  | ↘164                  |